# Seznam dílů seriálu Andor
Toto je seznam dílů seriálu Andor.

## Přehled řad
| Řada | Díly | Premiéra na Disney+ | Premiéra na Disney+ |
| Řada | Díly | První díl           | Poslední díl        |
| ---- | ---- | ------------------- | ------------------- |
| 1    | 12   | 21. září 2022       | 23. listopadu 2022  |
| 2    | 12   | 22. dubna 2025      | 13. května 2025     |

## Seznam dílů

### První řada (2022)
| Č. v seriálu | Č. v řadě | Původní název       | Český název        | Režie          | Scénář         | Premiéra na Disney+ |
| ------------ | --------- | ------------------- | ------------------ | -------------- | -------------- | ------------------- |
| 1            | 1         | Kassa               | Kassa              | Toby Haynes    | Tony Gilroy    | 21. září 2022       |
| 2            | 2         | That Would Be Me    | Byl jsem to já     | Toby Haynes    | Tony Gilroy    | 21. září 2022       |
| 3            | 3         | Reckoning           | Zúčtování          | Toby Haynes    | Tony Gilroy    | 21. září 2022       |
| 4            | 4         | Aldhani             | Aldhani            | Susanna White  | Dan Gilroy     | 28. září 2022       |
| 5            | 5         | The Axe Forgets     | Sekera zapomene    | Susanna White  | Dan Gilroy     | 5. října 2022       |
| 6            | 6         | The Eye             | Oko                | Susanna White  | Dan Gilroy     | 12. října 2022      |
| 7            | 7         | Announcement        | Demonstrace síly   | Benjamin Caron | Stephen Schiff | 19. října 2022      |
| 8            | 8         | Narkina 5           | Narkina 5          | Toby Haynes    | Beau Willimon  | 26. října 2022      |
| 9            | 9         | Nobody's Listening! | Nikdo neposlouchá! | Toby Haynes    | Beau Willimon  | 2. listopadu 2022   |
| 10           | 10        | One Way Out         | Teď jdem ven       | Toby Haynes    | Beau Willimon  | 9. listopadu 2022   |
| 11           | 11        | Daughter of Ferrix  | Dcera Ferrixu      | Benjamin Caron | Tony Gilroy    | 16. listopadu 2022  |
| 12           | 12        | Rix Road            | Ulice Rix          | Benjamin Caron | Tony Gilroy    | 23. listopadu 2022  |

### Druhá řada (2025)
| Č. v seriálu | Č. v řadě | Původní název             | Český název             | Režie               | Scénář        | Premiéra na Disney+ |
| ------------ | --------- | ------------------------- | ----------------------- | ------------------- | ------------- | ------------------- |
| 13           | 1         | One Year Later            | O rok později           | Ariel Kleiman       | Tony Gilroy   | 22. dubna 2025      |
| 14           | 2         | Sagrona Teema             | Sagrona Teema           | Ariel Kleiman       | Tony Gilroy   | 22. dubna 2025      |
| 15           | 3         | Harvest                   | Sklizeň                 | Ariel Kleiman       | Tony Gilroy   | 22. dubna 2025      |
| 16           | 4         | Ever Been to Ghorman?     | Byls někdy na Ghormanu? | Ariel Kleiman       | Beau Willimon | 29. dubna 2025      |
| 17           | 5         | I Have Friends Everywhere | Mám přátele všude       | Ariel Kleiman       | Beau Willimon | 29. dubna 2025      |
| 18           | 6         | What a Festive Evening    | Vydařený večírek        | Ariel Kleiman       | Beau Willimon | 29. dubna 2025      |
| 19           | 7         | Messenger                 | Posel                   | Janus Metz          | Dan Gilroy    | 6. května 2025      |
| 20           | 8         | Who are you?              | Co jsi zač?             | Janus Metz          | Dan Gilroy    | 6. května 2025      |
| 21           | 9         | Welcome to the Rebellion  | Vítejte u povstalců     | Janus Metz          | Dan Gilroy    | 6. května 2025      |
| 22           | 10        | Make It Stop              | Už dost                 | Alonso Ruizpalacios | Tom Bissell   | 13. května 2025     |
| 23           | 11        | Who Else Knows?           | Kdo všechno to ví?      | Alonso Ruizpalacios | Tom Bissell   | 13. května 2025     |
| 24           | 12        | Jedha, Kyber, Erso        | Jedha, Kyber, Erso      | Alonso Ruizpalacios | Tom Bissell   | 13. května 2025     |